# San Carlo (Chiusa Sclafani)
San Carlo is een plaats (frazione) in de Italiaanse gemeente Chiusa Sclafani.